# Scaptomyza kauaiensis
Scaptomyza kauaiensis är en tvåvingeart som beskrevs av Walter Leopold Victor Hackman 1959. Scaptomyza kauaiensis ingår i släktet Scaptomyza och familjen daggflugor. Inga underarter finns listade i Catalogue of Life.